# Bacino di costruzione

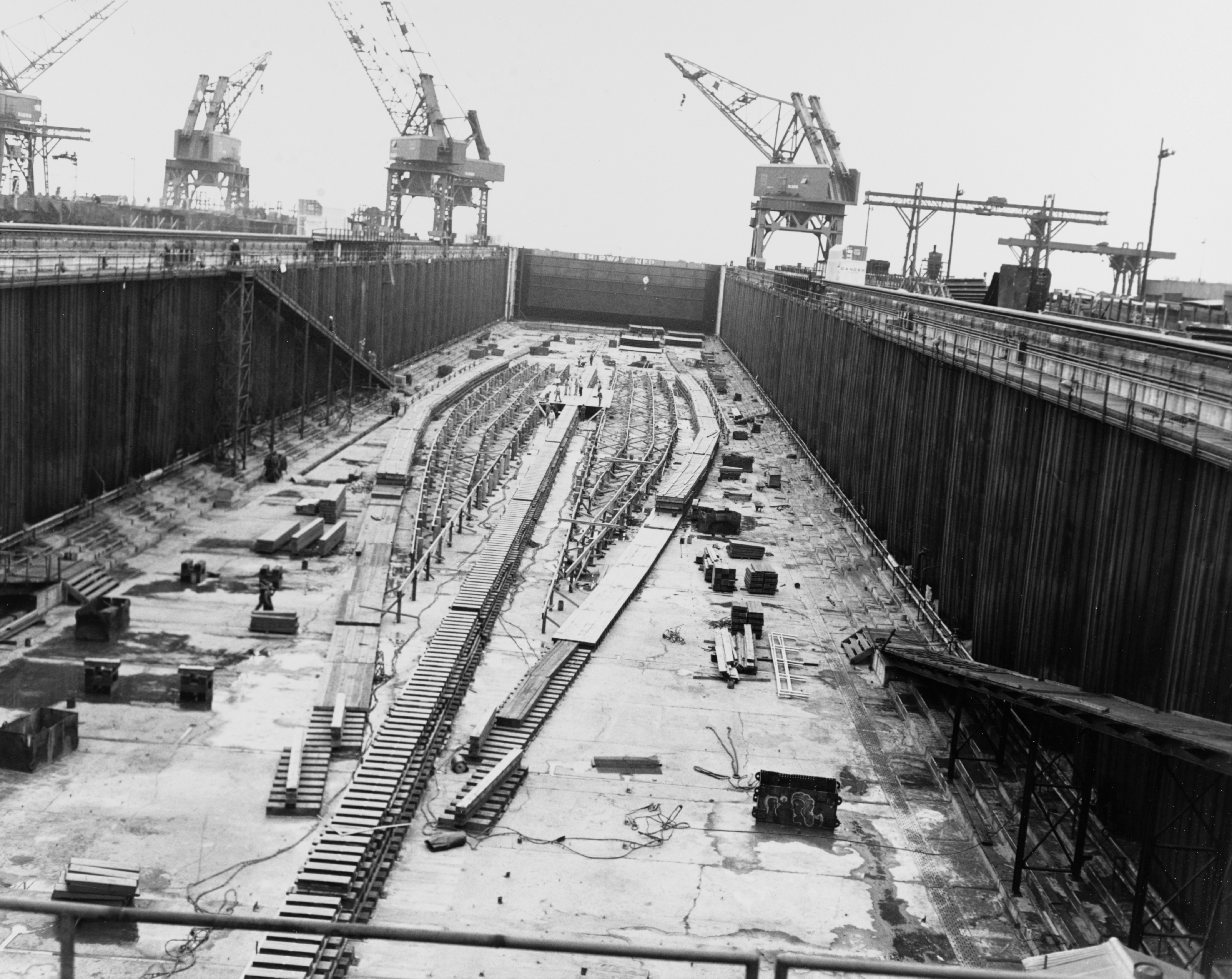
Bacino di costruzione

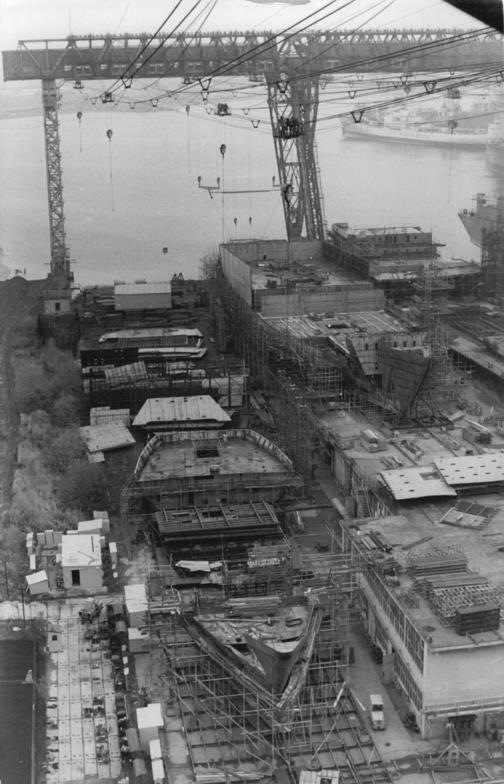
Gru a fune tipo Helgen

Il bacino di costruzione (oppure bacino scalo o scalo-bacino; in inglese: shipbuilding dock) di un cantiere navale è una grande vasca in muratura o calcestruzzo armato nel quale, dopo l’impostazione della chiglia, poggiata sulle file delle taccate, a loro volta sistemate ordinatamente secondo uno schema ben preciso sul fondo del bacino medesimo (detto platea), vengono assemblati e saldati i singoli segmenti, sezioni, blocchi o tronconi di una nuova nave sino al completamento finale dello scafo e l'apposizione della sovrastruttura. Dopo questo assemblaggio finale, il bacino di costruzione viene allagato per mezzo di pompe idrauliche, portando la nuova nave al galleggiamento. Questa fase è anche detta varo tecnico (float in). Fatto ciò la  barca-porta viene aperta e fatta uscire la nave (float out) per continuare con la fase del suo allestimento nella banchina più vicina sino la consegna al committente. 